# Ivan Lima
Ivan Lima (Rio de Janeiro, 4 de agosto de 1948) é um ator, apresentador e diretor teatral brasileiro, com diversas atuações também em cinema e televisão. Tornou-se conhecido também, nos últimos anos como um dos apresentadores do canal Fatos Desconhecidos, no YouTube.

## Biografia
Filho de Cercina Lima e Antônio de Sousa, aos 15 anos iniciou na Rádio Nacional como locutor. Logo mais entrou no Conservatório Nacional de Teatro, ainda no Rio, e decidiu começar a estudar teatro em paralelo e assim começou a ter aulas particulares com Zbigniew Ziembinski.
Aos 17 anos estreou na peça Un fil à la patte, com direção de Jacques Charon. Em 1966 estrelou a peça Santa Joana com direção de Flavio Rangel e ainda em 1968 recebeu prêmio como ator revelação pela peça Um Gosto de Mel.
Chegou a cidade de São Paulo para fazer o espetáculo Hair, montagem de 1968, e trabalha nas novelas na Rede Tupi de Televisão entre elas A Revolta dos Anjos e no filme Jeca Macumbeiro. O ator é muito conhecido também na Itália pelo filme Una rosa per tutti onde estrelou com Claudia Cardinale.
O ator ficou em São Paulo até o início dos anos 1990, quando decidiu se mudar para a Índia em uma busca espiritual. longe da mídia, ficou dois anos recluso no país quando decidiu voltar para o Brasil, onde se radicou em Goiânia, capital do Estado de Goiás.
Também é um dos apresentadores do canal Fatos Desconhecidos no YouTube.

## Filmografia

### Televisão
| Ano       | Título                     | Cargo      | Notas                 |
| --------- | -------------------------- | ---------- | --------------------- |
| 1972      | A Revolta dos Anjos        | André      |                       |
| 1973      | Venha Ver o Sol na Estrada | Marcelo    |                       |
| 1975      | Vila do Arco               | Camargo    |                       |
| 1982      | A Filha do Silêncio        | Gonçalves  |                       |
| 1983      | Sabor de Mel               | Afonso     |                       |
| 1983      | Casa de Irene              | Marisco    |                       |
| 1984      | Joana                      | Cristino   |                       |
| 1987–1990 | Bronco                     | Gringo     |                       |
| 1989      | Sampa                      | Enfermeiro | Participação especial |

### Cinema
| Ano  | Título                         | Personagem | Notas |
| ---- | ------------------------------ | ---------- | ----- |
| 1965 | Una rosa per tutti             |            |       |
| 1974 | O Jeca Macumbeiro              | Mário      | [ 8 ] |
| 1975 | O Leito da Mulher Amada        |            |       |
| 1976 | O Quarto da Viúva              |            |       |
| 1978 | A Mulher Que Põe a Pomba no Ar |            |       |

## Teatro

### Como ator
- 1965 – Um Fil a la Patte” de Georges Feydeau
- 1965 - A Peregrina” de W.B.Yeats
- 1966 – Santa Joana” de Bernard Shaw
- 1968 – Um Gosto de Mel” de Shelai Delaney
- 1970 – Os Mistérios do Amor” de Eduardo Borsato
- 1970 - A Ovelha Negra” de Romano Domingues
- 1970 - O Comprador de Fazendas” de Monteiro Lobatto
- 1970 – A Vida Escrachada de Joana Martini e Baby Stompanato com Marilia Pera, Marco Nanini, Zeze Motta
- 1971 - A Ratoeira com Irene Ravache
- 1972 – Nossa Banda é um Barato” de Oduvaldo Viana Fo. E out.
- 1972 - O Capeta de Caruaru”
- 1972 - Tem Banana Na Banda de José Wilker
- 1972 - A Viagem
- 1972 - Antonica da Silva
- 1973 - No Princípio era o Caos
- 1973 - De Cabral a Isabel
- 1974 – Compram-se Mentiras e Verdades
- 1974 - Boneca você não é uma peteca
- 1975 - Bye Bye Pororoca
- 1977 - Defunto Fresco
- 1977 - Boy Meets Boy
- 1978 - Desligue o projetor e espie pelo olho mágico
- 1979 – HAIR II
- 1979 - Correntes
- 1979 - Coralusp
- 1979 - GENI de Chico Buarque
- 1980 - A Paixão de Drácula
- 1981 – Afinal, Uma Mulher de Negócios com Irene Ravache
- 1981 - A Competição
- 1983 – Perfume de Camélia produção Socrates
- 1984 - A Barca de Veneza
- 1985 - Tartufo com Paulo Autran
- 1985 - A Barca de veneza II
- 1985 - São Paulo Night and Day
- 1988 - O Vison Voador
- 1989 – “1789 – Revolução Francesa” de Morice Bèjart
- 2002 - Samurai HONIN[9][10][11]

### Como diretor
- 1976 – “Como é Chato ser Deus”
- 1977 – “Os Mistérios do Amor” de Eduardo Borsato
- 1980 – “A Paixão de Dracula” de Ivan Lima
- 1980 - “Café Teatro Homo Sapiens” – aniversário
- 1981 – “Os Girassóis da Rússia”
- 1984 – “Amor de Poeta”
- 1984 - “A Barca de Veneza”
- 1985 – “DICHTERLIEBE”
- 1985 - “Amor de Poeta – Clara Schumann”
- 1985 - “A Barca de Veneza”
- 1985 - “São Paulo Night and Day”
- 1985 - "Honin"
- 1980 - A Paixão de Drácula